# Banktheorie
Als Banktheorien (auch: Theorien der Finanzintermediation) werden in der Mikroökonomie jene Theorien bezeichnet, die sich mit der Forschung und Analyse von Banken in ihrer Rolle als Finanzintermediäre befassen.

## Allgemeines
Die Fachliteratur zur klassischen Bankbetriebslehre hat sich ganz überwiegend nicht mit banktheoretischen Überlegungen befasst, weil Thomas Hartmann-Wendels zufolge die Bedeutung der Erkenntnisse der Banktheorie erst in den letzten Jahren erkannt wurde und sich diese Erkenntnisse erst langsam in der traditionellen Bankbetriebslehre durchgesetzt haben. Etwa ab 1992 setzte eine rasante Entwicklung der betriebswirtschaftlichen Banktheorie ein, zumal die in der Finanzierungstheorie übliche Annahme vollkommener Kapitalmärkte keine nutzbringende Erklärung für die Rolle von Kreditinstituten zulässt. Erste systematische Anfänge stammen aus dem Jahre 1992.
Die Banktheorie betrachtet Banken als Intermediäre zwischen Kapitalgebern und Kapitalnehmern, die mittels Finanzkontrakten zusammengebracht werden. Die Theorie gibt Aufschluss über die Funktionen von Finanzintermediären bei der Kreditgewährung, begründet die Existenz von Kreditinstituten und erläutert, um welche Art der Finanzintermediation es sich beim bankinternen Rating handelt.
Allgemein wird die Banktheorie der Neuen Institutionenökonomik zugeordnet, wodurch sie im Zusammenhang steht mit der Prinzipal-Agent-Theorie, Transaktionskostentheorie und Theorie der Verfügungsrechte.

## Inhalte
Finanzintermediäre sind Wirtschaftssubjekte, die zwischen dem Geld-, Kapital- und Kreditangebot einerseits und der Geld-, Kapital- und Kreditnachfrage auf Finanzmärkten andererseits vermitteln.
Wird die Finanzintermediation eng ausgelegt, nimmt der Intermediär eine Transaktions- und Transformationsfunktion (Fristen-, Losgrößen- und Risikotransformation) wahr und nimmt Kapital von Kapitalgebern auf, um es Kapitalnehmern – auch in veränderter Form – weiterzugeben. Diese Aufgaben werden von Kreditinstituten, Kapitalanlagegesellschaften, Versicherungsunternehmen oder Venture-Capital-Gesellschaften wahrgenommen. Ihre Intermediation erfordert Informationen und den Einsatz von Ressourcen.
Zu den Finanzintermediären im weiteren Sinne gehören jene Wirtschaftssubjekte, bei denen eine Transaktion lediglich Informationen erfordert, ohne dass eine Transformation erfolgt. Hierzu gehören Broker, Emissionsbanken, Finanzinformationsanbieter (wie Börsenbriefe), Gutachter, Investmentbanken oder Ratingagenturen.
Die Existenz von Finanzintermediären wird wie folgt begründet:
- Überwindung der Informationsasymmetrie und Verringerung von Agentur- und Transaktionskosten;
- anreizkompatible Vertragsgestaltung von Finanzkontrakten und Kostensenkung bei Überwachungskosten[10];
- Transformation notleidender Kredite in handelbare Forderungen.[11]

Die Banktheorie veranschaulicht zudem, dass sowohl Kreditinstitute als auch Ratingagenturen Finanzintermediäre darstellen. Letztere erstellen lediglich ein Rating, ohne jedoch selbst Kredite zu gewähren, während Banken Kreditgeschäfte betreiben und hierfür ein bankinternes Rating erstellen. Dieses Rating gehört sowohl zur Transaktions- als auch zur Transformationsfunktion.

## Geschichte
Es gab keine in sich geschlossene Banktheorie, sondern diese entwickelte sich aus einer Vielzahl von Partialanalysen.
Adolph Wagner forderte 1873, dass die Ergebnisse der Wissenschaft wie der Geld-, Kredit- und Banktheorie in der Bankpolitik verwendet werden müssten. Ludwig von Mises kritisierte 1912, dass nur wenige versucht haben, die volkswirtschaftlichen Probleme der Banktheorie aufzuspüren.
Nach Ansicht der 1930 entstandenen „Kreditvermittlungstheorie“ üben Banken lediglich eine vermittelnde Funktion aus. Damit wurden die später folgenden Theorien über Banken als Finanzintermediäre vorweggenommen.
Die Abgrenzung zwischen Banktheorie und Bankbetriebslehre fiel einigen Autoren nicht immer leicht. Hanns Linhardt unterschied 1957 vier Phasen der Bankbetriebslehre, nämlich die Anfänge der Banktechnik, die Entwicklung des bankbetrieblichen Erkenntnisobjekts, Entwicklung einer Banktheorie und hieraus deren Anwendung als Bankpolitik. Es wurde später die Ansicht vertreten, dass etwa Kreditderivate im Spannungsverhältnis zwischen dem Finanzintermediär Bank und dem Kapitalmarkt stehen, so dass sie finanzierungstheoretisch zwischen Banktheorie und der klassischen Kapitalmarkttheorie stünden. Sie sind aber reine Bankgeschäfte, die zur Bankbetriebslehre zu zählen sind. Die Bankbetriebslehre ist – so beispielsweise Hans Büschgen zufolge – zunächst eine Bankgeschäftslehre vom Inhalt, der Systematik, der Abwicklung, der zweckmäßigen Gestaltung und der adäquaten Abbildung von Bankleistungen im Rechnungswesen. Dies setze banktheoretische und finanzierungstheoretische Grundlagen voraus.
Die moderne, mikroökonomisch fundierte Banktheorie begann im Jahre 1980. Einen wesentlichen Schub erhielt sie durch die theoretische Analyse von Finanzkontrakten und durch die Berücksichtigung informationsökonomischer Erkenntnisse. Sie konnte sich erst mit der Entstehung der Neuen Institutionenökonomik etablieren. Hiernach erfüllen Kreditinstitute auch die Transformation des Informationsbedarfs durch eine Informationsbedarfsanalyse, indem sie beispielsweise ihren Anlegern im Einlagengeschäft die Überwachung der Kreditrisiken ihres Kreditgeschäfts abnehmen.

## Arten
Unterschieden werden kann zwischen mikroökonomischen Modellen und dem Konzept der Intermediation. C. William Sealey Jr. entwickelte 1980 das bisher umfassendste mikroökonomische Modell, indem er die Risikopräferenzfunktion des portfoliotheoretischen Ansatzes mit den Marktbedingungen, Produktionskosten und der Bestimmung der Zinssätze verknüpfte.
Dabei kann zwischen Partialanalysen und Totalanalysen differenziert werden. Letztere erklären die Aktiv- und Passivstruktur und ihre Interaktionen sowie das optimale Geschäftsvolumen eines Bankportfolios. Partialmodelle leiten die optimale Portfoliostruktur für die Aktiva und Passiva einer Bankbilanz von exogen vorgegebenen Gesamtportfoliogrößen ab. Sie behandeln die Liquiditätsreserven einer Bank im Wesentlichen als Problem der optimalen „Lagerhaltung“ bei stochastischer Nachfrage. Das Optimum ist erreicht, wenn die marginalen Grenzkosten den marginalen Grenzerträgen aus der Haltung zusätzlicher Überschussreserven entsprechen.

## Funktion der Finanzintermediation
Ziel der Theorie der Finanzintermediation ist es unter anderem, die Existenz von Kreditinstituten ökonomisch zu rechtfertigen. Diese Begründung erfordert einen Nachweis dafür, welche Aufgaben Finanzintermediäre besser übernehmen können als der Kapitalmarkt.
Delegated Monitoring
Ihre wichtigste Funktion wird in der delegierten Überwachung (englisch delegated monitoring) gesehen, d. h. der stellvertretenden Überwachung der Kreditnehmer für die (indirekten) Kreditgeber, da es für letztere ein zu großer Aufwand wäre, sich selbst um die Überprüfung der Bonität ersterer zu kümmern. Ein wichtiger Beitrag zur Erklärung der Existenz von Banken durch delegiertes Monitoring ist das Modell von Diamond.
Anreizeffekte wiederholter Interaktion
Darüber hinaus entsteht ein zweiter positiver Effekt: Unternehmen, die häufiger Kredite benötigen, werden weniger dazu tendieren, eine Bank mit falschen Angaben zu betrügen. Würden sie dies tun, müssten sie um ihr Image und die Vergabe künftiger Kredite fürchten. In einem Kreditmarkt mit einigen wenigen Banken wirkt diese disziplinierende Funktion auf Unternehmen. Im Relationship Banking ist insbesondere ein Beitrag aus 1995 von Bedeutung. Würden Unternehmen Kredite direkt von einzelnen Nichtbanken leihen, würden sich betrügerische Vorgehensweisen weniger schnell herumsprechen. Diese Rechtfertigung von Banken stützt sich auf Erkenntnisse der Neuen Institutionenökonomik, nämlich asymmetrische Information und Transaktionskosten.
Versicherung gegen individuelle Konsumschwankungen
Bei ihrer Analyse von Bank Runs zeigen Diamond/Dybvig, wie ein Finanzintermediär eine Art Versicherung gegenüber unsicher anfallenden Konsumwünschen bietet. Somit werden Liquiditätsschocks bei den Investoren aufgefangen und durch Fristentransformation ein Nutzenzuwachs bei den Einlegern erzielt.
Kreditrisikomanagement
Die Banktheorie untersucht auch spezielle Maßnahmen, die dazu dienen, die Wahrscheinlichkeit und Höhe von Kreditausfällen zu begrenzen. Dazu gehören die Kreditrationierung, Unvollständige Verträge, Kreditsicherheiten und Kreditvertragsklauseln (Covenants).

## Partialanalysen
Einige Partialanalysen, die der Neuen Institutionenökonomik zuzurechnen sind, untersuchten Teilbereiche und entwickelten hierzu Modelle.
Stiglitz/Weiss
Beide Autoren unter Führung von Joseph E. Stiglitz befassten sich 1981 mit der Kreditrationierung als Ablehnung von Kreditanträgen, unter denen sich auch potenzielle Kreditnehmer mit guter Kreditwürdigkeit befinden.
Eine Erhöhung der Kreditzinsen hat sowohl Einfluss auf die Kreditnachfrage als auch auf die Qualität und Verhaltensweisen der Nachfrager. Es werden Kreditnehmer mit unterschiedlicher Bonität angenommen. Dies drückt sich in einem unterschiedlichen Kreditrisiko aus, welches sich anhand der Verteilung der Projekterträge ablesen lässt. Um die unterschiedlichen Kreditrisiken zu unterscheiden, wird der Risikoparameter Theta eingeführt. Ein hoher Wert des Risikoparameters Theta bedeutet ein hohes Risiko. Dies drückt sich in der Wahrscheinlichkeit für niedrige Projekterträge aus, die bei hohem Theta hoch ist. Bei jedem vorgegebenen Kreditzins, den die Bank verlangt, gibt es einen kritischen Wert des Risikoparameters Theta, ab welchem die Kreditnehmer nur noch Projekte finanzieren, die den optimalen Risikowert, d. h. Theta*, übersteigen. Es gibt folglich einen optimalen Zins. Kreditnehmer finanzieren nur Projekte mit Risikoparametern, welche das kritische Theta übersteigen. Steigt der Kreditzins, so steigt dadurch auch der optimale Risikowert (das kritische Theta). Der erwartete Ertrag der Bank aus dem Kreditgeschäft ist umso geringer, je riskanter die finanzierten Projekte sind. Risikoerhöhung bedeutet für den Kreditgeber einen geringeren erwarteten Rückzahlungsbetrag pro Kreditnehmer.
Diamond/Dybvig
Beide Autoren untersuchten 1983 den Bank Run, wobei sich ein Vergleich der Aufsätze von Douglas W. Diamond als alleinigem Autor und zusammen mit Phillip H. Dybvig anbietet.
Douglas W. Diamond modellierte 1984 in seinem Modell von Diamond asymmetrische Information in Form von Ex post-Unsicherheit, um die Existenz von Banken herzuleiten. In seinem Modell ist der Projektausgang nur dem Unternehmer bekannt. Ein Investitionsprojekt eines Unternehmers liefert Erträge in zwei möglichen Ausprägungen. Die Kapitalgeber verfügen über ausreichend Vermögen, so dass sie gemeinsam das Projekt des Unternehmers finanzieren können. Die risikoneutralen Kapitalgeber fordern im Erwartungswert mindestens eine Rückzahlung mit Verzinsung in Höhe der Marktrendite. Bei symmetrischer Information sind Verträge, welche diese Voraussetzungen erfüllen, möglich.
Bei asymmetrischer Information wird ein Kreditvertrag geschlossen mit Straf-Funktion und ein Rückzahlungsbetrag in Höhe der Summe der Rückzahlung, die jeder Kreditnehmer erhält. Damit soll sichergestellt werden, dass der Kreditnehmer nicht seinen Informationsvorteil gegenüber den Kreditgebern nutzt.
Zentrale Annahme ist die private Information des Kreditnehmers über den Projektausgang. Der Kreditgeber muss Informationskosten aufwenden, um ebenfalls diese Information zu erlangen. Diamond vergleicht zwei Möglichkeiten für den Kreditnehmer, um mit dieser Informationsasymmetrie umzugehen: Monitoring versus Bestrafung. Monitoring-Kosten sind zu senken, indem die Informationsasymmetrie auf den Finanzintermediär geschoben wird. Findet diese Art Delegation statt, ist die Lösung unter Einschaltung eines Intermediärs effizienter als ohne Intermediär. Dies ist Diamonds Begründung für die Existenz von Banken.
Gale/Hellwig
Beide Autoren argumentierten 1985, dass der Standardkreditvertrag im Einperioden-Modell das optimale Finanzierungsinstrument ist, wenn die Unternehmenserträge nicht verifizierbar sind. Ausgangspunkt ist die Beschreibung des Bankproduktes „Standardkreditvertrag“. Unterstellt man sichere Erwartungen aller Vertragsparteien, so erzielt ein Investitionsprojekt zu einem zukünftigen Zeitpunkt einen Überschuss. Die dann erfolgende Rückzahlung ist die Summe aus geliehenem Kapital und Zins. Der Zins bestimmt sich unter der Annahme der Fisher-Separation. Für die Beurteilung des Erfolgs des Projektes verwendet man den internen Zinsfuß. Ein Vergleich mit dem Marktzinssatz sagt aus, ob sich die Investition lohnt oder ob eine Anlage am Kapitalmarkt profitabler ist.
Der Standardkreditvertrag legt die Rückzahlung an den Kreditgeber und den Nettogewinn des Kreditnehmers fest und schließt dabei den Fall von Unsicherheit ein. Im ersten Fall ist das der volle Rückzahlungsbetrag oder (im Falle, dass der Projektertrag darunter fällt) der gesamte Projektertrag. Analog ist der Nettogewinn der Projektertrag abzüglich der Rückzahlung, mindestens jedoch null.
Petersen/Rajan
Mitchell A. Petersen und Raghuram Rajan betrachten feste Kunde-Bank-Beziehungen. Im Fall einer langfristigen Hausbankbeziehung ist es für den Kreditgeber möglich, bei der Festlegung der Konditionen eine Mischkalkulation über die Zeit hinweg vorzunehmen. Auf diese Weise können Probleme asymmetrischer Information (adverse Selektion und Moral Hazard: Erhöhung des Kreditrisikos) reduziert werden. Voraussetzung ihres Modells für die Berechtigung einer Kunde-Bank-Beziehung ist die Monopolstellung des Kreditgebers. Es lässt sich zeigen, dass die durchschnittliche Qualität der Kreditnehmer, die von der Bank bedient werden, abhängig von der Marktmacht ist. Geringer Wettbewerb wirkt sich positiv auf Relationship Banking aus. Denn bei Marktmacht erhält die Bank mehr als ihr eingesetztes Kapital. Dies macht es lukrativer für die Banken, auch Kreditnehmer mit geringerer Bonität zu bedienen.
Gorton/Kahn
Gary B. Gorton und James A. Kahn gehen in ihrem Modell von risikoneutralen und gleich informierten Kreditgeber und Kreditnehmer aus. Diese schließen für die Dauer von zwei Perioden einen Kreditvertrag. Im Anfangszeitpunkt herrscht Unsicherheit über die erwarteten Erträge des Projektes. Nach einer Periode werden Eintrittswahrscheinlichkeiten für das Projekt bekannt. Nach zwei Perioden realisiert sich der Ertrag des Projektes. Kreditnehmer neigen dazu, über die Laufzeit des Kredites das Projektrisiko zu erhöhen, so dass der Projektausgang sowohl höhere als auch weitaus niedrigere Werte annehmen kann. Sie zeigen, dass der Kreditnehmer das Projektrisiko erhöhen wird, sobald die Wahrscheinlichkeit für einen Projekterfolg einen kritischen Wert unterschreitet. Der Kreditgeber wird seinerseits die Rückzahlung des Kredits so verändern, dass sein erwarteter Ertrag maximiert wird. Eine Erhöhung der geforderten Rückzahlung geht aber auch mit dem Effekt einher, dass die Wahrscheinlichkeit dafür, dass der Kreditnehmer zahlungsunfähig wird, steigt. Der Kreditgeber kann aber andererseits den Rückzahlungsbetrag nicht beliebig senken, um den Kreditnehmer von einer Risikoerhöhung abzuhalten.
Nachverhandlungsmöglichkeiten bestehen insbesondere bei Bankkrediten, wobei der Ertrag des Projekts neu aufgeteilt wird. Es ergibt sich jedoch auch ein Trittbrettfahrerproblem.

## Existenzerklärungen
Die Neoklassische Existenzerklärung geht davon aus, dass im Kreditgeschäft ein delegiertes Monitoring zu Skalenerträgen durch Senkung der Transaktionskosten führe. Ohne Finanzintermediär betragen die Kosten {\displaystyle n\cdot m} (Transaktionskosten zwischen Kreditgeber {\displaystyle m} und Kreditnehmer {\displaystyle n}), mit Finanzintermediär Kosten betragen die Kosten {\displaystyle n+m}.

## Finanzintermediär versus Kapitalmarkt
Mit zunehmendem technischen Fortschritt werden Unternehmen transparenter, Informationen verfügbarer und Transaktionskosten geringer. Finanzintermediäre konkurrieren daher heute mit dem Kapitalmarkt, der ebenfalls effizient Geldkapital vermittelt zwischen Wirtschaftssubjekten mit Kapitalüberschuss und Subjekten mit Kapitalbedarf. In angelsächsischen Ländern dominiert die kapitalmarktbasierte Finanzierung, während sich Unternehmen in Deutschland, Österreich, der Schweiz und Japan hauptsächlich auf Kreditinstitute zur Finanzierung stützen. In der Fachwelt werden die relativen Vorteile beider Finanzsysteme diskutiert, wobei der relative Bedeutungsverlust von Banken gegenüber dem Kapitalmarkt auch mit dem Begriff der Disintermediation belegt wird.

## Abgrenzung
Die Banktheorien dürfen nicht mit der Banking-Theorie verwechselt werden. Letztere (Vertreter insbesondere: Thomas Tooke und John Fullarton) ging ab 1844 davon aus, dass die Geldnachfrage ein entsprechendes Geldangebot schaffe, so dass das Geld durch Geldnachfrage auf dem Geldmarkt (endogen) entstehe.

## Wirtschaftliche Aspekte
Die Banktheorie zeigt unter anderem auch die Folgen der fehlenden Handelbarkeit von Krediten auf (sie geht davon aus, dass es keinen Sekundärmarkt gibt). Diese Hypothese ist falsifiziert, denn nach 1990 entstand weltweit ein lebhafter Kredithandel. Sie gibt auch Aufschluss über sinnvolle Kreditkonditionen, das sind vor allem der Kreditzins, Kreditsicherheiten und Kreditbetrag. Probleme der Kreditrationierung oder die Frage, warum Banken nicht bei erhöhter Kreditnachfrage stets die Kreditzinsen erhöhen, sondern keine Kredite mehr vergeben. Sie zeigen, nach welchen Kriterien Unternehmen über die Art ihrer Kapitalbeschaffung entscheiden, womit Marketingüberlegungen betroffen sind. Die Theorie gibt zudem Aufschluss über die Rolle von Nichtbanken (z. B. Broker oder Ratingagenturen) auf den Finanzmärkten, womit Perspektiven der zukünftigen Entwicklung abgeschätzt werden können.